# Coupe d'Allemagne de football 1977-1978
Navigation
Édition précédente Édition suivante
La coupe d'Allemagne de football 1977-1978 est la trente cinquième édition de l'histoire de la compétition. La finale a lieu à Gelsenkirchen au  Parkstadion.
Le 1.FC Cologne remporte le trophée pour la troisième fois de son histoire, et ceci pour la deuxième fois consécutive. Il bat en finale le Fortuna Düsseldorf sur le score de 2 buts à 0.

## Premier tour
Les résultats du premier tour 
| Date           | Domicile                            | Extérieur                | Score         |
| -------------- | ----------------------------------- | ------------------------ | ------------- |
| 29 - 07 - 1977 | Hanovre 96                          | Tennis Borussia Berlin   | 0 - 2         |
| 29 - 07 - 1977 | FC Augsbourg                        | SpVgg Fürth              | 1 - 0         |
| 30 - 07 - 1977 | VfB Stuttgart                       | Eintracht Bremen         | 10- 0         |
| 30 - 07 - 1977 | 1. SC Göttingen 05                  | FC Schalke 04            | 0 - 2         |
| 30 - 07 - 1977 | TSV 1860 Munich                     | Arminia Bielefeld        | 4 - 2         |
| 30 - 07 - 1977 | Kickers Offenbach                   | 1. FC Cologne            | 0 - 4         |
| 30 - 07 - 1977 | TSV Ofterdingen                     | Hambourg SV              | 0 - 5         |
| 30 - 07 - 1977 | Eintracht Brunswick                 | Eintracht Nordhorn       | 10 - 1        |
| 30 - 07 - 1977 | FC St. Wendel                       | Fortuna Düsseldorf       | 1 - 6         |
| 30 - 07 - 1977 | Blumenthaler SV                     | Werder Brême             | 1 - 5         |
| 30 - 07 - 1977 | SG Ellingen-Bonefeld-Willroth       | FC St. Pauli             | 1 - 6         |
| 30 - 07 - 1977 | 1. FC Viersen                       | Borussia Mönchengladbach | 0 - 8         |
| 30 - 07 - 1977 | FSV 1913 Ludwigshafen-Oggersheim    | 1. FC Kaiserslautern     | 0 - 3         |
| 30 - 07 - 1977 | TuS Sulzbach-Rosenberg              | MSV Duisbourg            | 1 - 11        |
| 30 - 07 - 1977 | Rot-Weiss Essen                     | VfR Bürstadt             | 3 - 2         |
| 30 - 07 - 1977 | Wuppertaler SV                      | SC Herford               | 2 - 2 (a. p.) |
| 30 - 07 - 1977 | OSC Bremerhaven                     | SC Preußen Münster       | 3 - 2         |
| 30 - 07 - 1977 | KSV Baunatal                        | Aix-la-Chapelle          | 2 - 3         |
| 30 - 07 - 1977 | Karlsruher SC                       | 1.FC Nuremberg           | 2 - 1         |
| 30 - 07 - 1977 | Rendsburger TSV                     | VfL Osnabrück            | 0 - 2         |
| 30 - 07 - 1977 | Normannia Gmünd                     | Fortuna Cologne          | 2 - 0         |
| 30 - 07 - 1977 | Arminia Hanovre                     | FC Augsbourg             | 0 - 1         |
| 30 - 07 - 1977 | Hummelsbütteler SV                  | TuS Schloß Neuhaus       | 0 - 2         |
| 30 - 07 - 1977 | VfL Wolfsburg                       | FSV Bad Orb              | 3 - 1         |
| 30 - 07 - 1977 | TuRa Harksheide                     | SV Ottweiler             | 1 - 1 (a. p.) |
| 30 - 07 - 1977 | SV CHIO Waldhof                     | Lüssumer TV              | 12 - 0        |
| 30 - 07 - 1977 | Itzehoer SV 09                      | Borussia Brand           | 2 - 1         |
| 30 - 07 - 1977 | SC Viktoria Cologne                 | Eintracht Bad Kreuznach  | 0 - 2         |
| 30 - 07 - 1977 | SC Gladenbach                       | SuS Elpe                 | 2 - 1         |
| 30 - 07 - 1977 | FC 08 Villingen                     | SpVgg Bayreuth           | 0 - 1         |
| 30 - 07 - 1977 | Heidenheimer Sportbund 1846         | FK Pirmasens             | 1 - 2         |
| 30 - 07 - 1977 | SG Wattenscheid 09                  | TSV Bleidenstadt         | 1 - 2 (a. p.) |
| 30 - 07 - 1977 | 1. Würzburger FV 1904               | Jahn Regensburg          | 1 - 0         |
| 30 - 07 - 1977 | Schleswig 06                        | SV Röchling Volklingen   | 0 - 1         |
| 30 - 07 - 1977 | VfV 06 Hildesheim                   | TV Unterboihingen        | 4 - 1 (a. p.) |
| 30 - 07 - 1977 | Saar 05 Saarbrücken                 | Wacker 04 Berlin         | 0 - 0 (a. p.) |
| 30 - 07 - 1977 | 1. Mainzer Fußball- und Sportverein | Hertha 03 Zehlendorf     | 7 - 1         |
| 30 - 07 - 1977 | Eintracht Trier                     | BW Wulfen                | 3 - 0         |
| 30 - 07 - 1977 | Bayer Leverkusen                    | FSV Salmrohr             | 5 - 0         |
| 30 - 07 - 1977 | FC Konstanz                         | Eintracht Francfort      | 1 - 6         |
| 30 - 07 - 1977 | RSV Rehburg                         | Hertha BSC Berlin        | 1 - 6         |
| 30 - 07 - 1977 | BV 04 Düsseldorf                    | VFC Bad Schwartau        | 3 - 0         |
| 31 - 07 - 1977 | TSV Südwest Nürnberg                | SV Darmstadt 98          | 1 - 3         |
| 31 - 07 - 1977 | OSV Hannover                        | FSV Francfort            | 2 - 5         |
| 31 - 07 - 1977 | EGC Wirges                          | DSC Wanne-Eickel         | 2 - 3         |
| 31 - 07 - 1977 | FC Viktoria 1889 Berlin             | BSV Schwenningen         | 2 - 3 (a. p.) |
| 31 - 07 - 1977 | VfB Oldenburg                       | VfL Bochum               | 0 - 2         |
| 31 - 07 - 1977 | TSV Ottobrunn                       | Borussia Dortmund        | 0 - 9         |
| 31 - 07 - 1977 | Union Solingen                      | Schwarz-Weiß Essen       | 2 - 2 (a. p.) |
| 31 - 07 - 1977 | SC Westfalia Herne                  | BC Efferen               | 6 - 1         |
| 31 - 07 - 1977 | SV Sandhausen                       | Traber Mariendorf        | 3 - 1         |
| 31 - 07 - 1977 | FC Rastatt                          | TuS Struck               | 2 - 1         |
| 31 - 07 - 1977 | Hassia Bingen                       | Stuttgarter Kickers      | 0 - 1         |
| 31 - 07 - 1977 | BV 08 Lüttringhausen                | FC Fribourg              | 1 - 2         |
| 31 - 07 - 1977 | SC Concordia Hamburg                | FC Bayern Hof            | 2 - 0         |
| 31 - 07 - 1977 | FC Tailfingen                       | SpVgg Neckargemünd       | 3 - 2         |
| 31 - 07 - 1977 | Bonner SC                           | Sportfreunde Eisbachtal  | 5 - 1         |
| 31 - 07 - 1977 | Lichterfelder SV                    | Alemannia Plaidt         | 2 - 2 (a. p.) |
| 31 - 07 - 1977 | Warendorfer SU                      | FSV Hemmersdorf          | 3 - 1         |
| 31 - 07 - 1977 | TuS Langerwehe                      | DJK Viktoria VfB Coburg  | 3 - 0         |
| 31 - 07 - 1977 | SpVgg 05/99 Bomber Bad Homburg      | FC 08 Homburg            | 1 - 2         |
| 10 - 08 - 1977 | Olympia Kirrlach                    | FC Bayer 05 Uerdingen    | 0 - 6         |
| 09 - 10 - 1977 | Horner TV                           | Alemannia Eggenstein     | 0 - 8         |

Matchs rejoués.
| Date           | Domicile           | Extérieur           | Score                        |
| -------------- | ------------------ | ------------------- | ---------------------------- |
| 06 - 08 - 1977 | SV Ottweiler       | TuRa Harksheide     | 2 - 1                        |
| 07 - 08 - 1977 | Wacker 04 Berlin   | Saar 05 Saarbrücken | 0 - 0 (a. p.) (t.a.b. 5 - 4) |
| 10 - 08 - 1977 | SC Herford         | Wuppertaler SV      | 3 - 0                        |
| 10 - 08 - 1977 | Schwarz-Weiß Essen | Union Solingen      | 2 - 0                        |
| 10 - 08 - 1977 | Alemannia Plaidt   | Lichterfelder SV    | 2 - 1                        |

## Deuxième tour
Les résultats du deuxième tour
| Date           | Domicile                            | Extérieur                | Score         |
| -------------- | ----------------------------------- | ------------------------ | ------------- |
| 19 - 08 - 1977 | BV 04 Düsseldorf                    | Borussia Mönchengladbach | 1 - 4         |
| 19 - 08 - 1977 | Bayern Munich                       | Eintracht Trier          | 3 - 1         |
| 19 - 08 - 1977 | 1. FC Kaiserslautern                | Wacker 04 Berlin         | 4 - 1         |
| 20 - 08 - 1977 | SV CHIO Waldhof                     | Hertha BSC Berlin        | 1 - 3         |
| 20 - 08 - 1977 | Fortuna Düsseldorf                  | Borussia Dortmund        | 3 - 1         |
| 20 - 08 - 1977 | MSV Duisbourg                       | VfB Stuttgart            | 3 - 0         |
| 20 - 08 - 1977 | FC St. Pauli                        | VfL Bochum               | 0 - 3         |
| 20 - 08 - 1977 | FC Schalke 04                       | TSV Bleidenstadt         | 8 - 1         |
| 20 - 08 - 1977 | TuS Schloß Neuhaus                  | Eintracht Francfort      | 2 - 2 (a. p.) |
| 20 - 08 - 1977 | 1. FC Cologne                       | Eintracht Bad Kreuznach  | 3 - 1         |
| 20 - 08 - 1977 | 1. Mainzer Fußball- und Sportverein | Hambourg SV              | 1 - 4         |
| 20 - 08 - 1977 | SV Röchling Völklingen              | Werder Brême             | 0 - 4         |
| 20 - 08 - 1977 | Karlsruher SC                       | FK Pirmasens             | 4 - 3 (a. p.) |
| 20 - 08 - 1977 | FC Bayer 05 Uerdingen               | FSV Francfort            | 0 - 3         |
| 20 - 08 - 1977 | Tennis Borussia Berlin              | SC Westfalia Herne       | 1 - 3         |
| 20 - 08 - 1977 | VfL Osnabrück                       | SV Darmstadt 98          | 2 - 1         |
| 20 - 08 - 1977 | FC 08 Homburg                       | SC Herford               | 3 - 0         |
| 20 - 08 - 1977 | Rot-Weiss Essen                     | FC Augsbourg             | 0 - 1         |
| 20 - 08 - 1977 | FC Tailfingen                       | Rot-Weiss Essen          | 1 - 2         |
| 20 - 08 - 1977 | Bayer Leverkusen                    | FC Rastatt               | 3 - 1         |
| 20 - 08 - 1977 | Schwarz-Weiß Essen                  | SC Concordia Hamburg     | 2 - 0         |
| 20 - 08 - 1977 | Warendorfer SU                      | FC Fribourg              | 1 - 4         |
| 20 - 08 - 1977 | TuS Langerwehe                      | 1. Würzburger FV 1904    | 1 - 0 (a. p.) |
| 20 - 08 - 1977 | VfV 06 Hildesheim                   | Aix-la-Chapelle          | 3 - 0         |
| 20 - 08 - 1977 | Itzehoer SV 09                      | SpVgg Bayreuth           | 1 - 6         |
| 20 - 08 - 1977 | Normannia Gmünd                     | FC Augsbourg             | 1 - 2         |
| 20 - 08 - 1977 | SC Gladenbach                       | SV Sandhausen            | 1 - 5         |
| 20 - 08 - 1977 | DSC Wanne-Eickel                    | VfL Wolfsbourg           | 3 - 1         |
| 20 - 08 - 1977 | Alemannia Plaidt                    | Bonner SC                | 1 - 2         |
| 20 - 08 - 1977 | BSV Schwenningen                    | SV Ottweiler             | 4 - 0         |
| 24 - 08 - 1977 | Eintracht Francfort                 | TuS Schloß Neuhaus       | 4 - 0         |
| 15 - 10 - 1977 | TSV 1860 Munich                     | Alemannia Eggenstein     | 7 - 1         |

## Troisième tour
Les résultats du troisième tour.
| Date           | Domicile                 | Extérieur                  | score           |
| -------------- | ------------------------ | -------------------------- | --------------- |
| 14 - 10 - 1977 | FC Augsbourg             | Hertha BSC Berlin          | 0 - 4           |
| 15 - 10 - 1977 | MSV Duisbourg            | 1. FC Kaiserslautern       | 2 - 1           |
| 15 - 10 - 1977 | FC Schalke 04            | Eintracht Francfort        | 1 - 0           |
| 15 - 10 - 1977 | FC 08 Homburg            | Bayern Munich              | 3 - 1           |
| 15 - 10 - 1977 | Fortuna Düsseldorf       | Rot-Weiss Essen            | 4 - 1           |
| 15 - 10 - 1977 | FC Fribourg              | VfL Bochum                 | 2 - 6           |
| 15 - 10 - 1977 | FSV Francfort            | 1. FC Cologne              | 0 - 3           |
| 15 - 10 - 1977 | SV Sandhausen            | Eintracht Brunswick        | 0 - 4           |
| 15 - 10 - 1977 | DSC Wanne-Eickel         | Werder Brême               | 0 - 2           |
| 15 - 10 - 1977 | Hambourg SV              | VfV 06 Hildesheim          | 6 - 0           |
| 15 - 10 - 1977 | Borussia Mönchengladbach | Bonner SC                  | 3 - 0           |
| 15 - 10 - 1977 | Bayer Leverkusen         | SC Westfalia Herne         | 1 - 5           |
| 15 - 10 - 1977 | Karlsruher SC            | SpVgg Oberfranken Bayreuth | 2 - 0           |
| 15 - 10 - 1977 | TuS Langerwehe           | VfL Osnabrück              | 2 - 0           |
| 16 - 10 - 1977 | Schwarz-Weiß Essen       | BSV Schwenningen           | 2 - 1 (a . p .) |
| 25 - 10 - 1977 | TSV 1860 Munich          | FC Augsbourg               | 3 - 0           |

## Huitièmes de finale
Les résultats des huitièmes de finale.
| Date           | Domicile                 | Extérieur              | Score      |
| -------------- | ------------------------ | ---------------------- | ---------- |
| 19 - 11 - 1977 | Borussia Mönchengladbach | VfL Bochum             | 3 - 0      |
| 19 - 11 - 1977 | Fortuna Düsseldorf       | Eintracht Braunschweig | 3 - 1      |
| 19 - 11 - 1977 | FC 08 Homburg            | Herta BSC Berlin       | 1 - 1 a.p. |
| 19 - 11 - 1977 | Schwarz-Weiß Essen       | SC Westfalia Herne     | 0 - 0 a.p. |
| 19 - 11 - 1977 | FC Schalke 04            | Hambourg SV            | 4 - 2      |
| 19 - 11 - 1977 | Werder Brême             | TSV 1860 Munich        | 2 - 1      |
| 19 - 11 - 1977 | 1. FC Cologne            | Karlsruher SC          | 4 - 0      |
| 19 - 11 - 1977 | TuS Langerwehe           | MSV Duisbourg          | 1 - 3      |

Matchs rejoués
| Date           | Domicile           | Extérieur          | Score      |
| -------------- | ------------------ | ------------------ | ---------- |
| 29 - 11 - 1977 | Hertha BSC Berlin  | FC 08 Homburg      | 4 - 1 a.p. |
| 30 - 11 - 1977 | SC Westfalia Herne | Schwarz-Weiß Essen | 0 - 1      |

## Quarts de finale
Les résultats des quarts de finale.
| Date           | Domicile      | Extérieur                | Score      |
| -------------- | ------------- | ------------------------ | ---------- |
| 20 - 12 - 1977 | 1. FC Cologne | Schwarz-Weiß Essen       | 9 - 0      |
| 20 - 12 - 1977 | MSV Duisbourg | Hertha BSC Berlin        | 1 - 0      |
| 20 - 12 - 1977 | Werder Brême  | Borussia Mönchengladbach | 2 - 1      |
| 20 - 12 - 1977 | FC Schalke 04 | Fortuna Düsseldorf       | 1 - 1 a.p. |

Match rejoué
| Date           | Domicile           | Extérieur     | Score |
| -------------- | ------------------ | ------------- | ----- |
| 26 - 12 - 1977 | Fortuna Düsseldorf | FC Schalke 04 | 1 - 0 |

## Demi-finales
Les résultats des demi-finales.
| Date           | Domicile           | Extérieur     | Score |
| -------------- | ------------------ | ------------- | ----- |
| 25 - 01 - 1978 | 1. FC Cologne      | Werder Brême  | 1 - 0 |
| 25 - 01 - 1978 | Fortuna Düsseldorf | MSV Duisbourg | 4 - 1 |

## Finale
| Entraîneur :      |
| Hennes Weisweiler |

| Entraîneur :   |
| Dietrich Weise |

| Entraîneur :      |
| Hennes Weisweiler |

| Entraîneur :   |
| Dietrich Weise |